# Woorda aquosa
Woorda aquosa är en fjärilsart som beskrevs av Lucas 1901. Woorda aquosa ingår i släktet Woorda och familjen praktmalar, Oecophoridae. Inga underarter finns listade i Catalogue of Life.